# 2-十五烷酮
2-十五烷酮（英語：2-pentadecanone）是一种有机化合物，化学式C15H30O，可见于草果药、松果菊、欧薄荷等物种。
它可由1-十二烯和丙酮在硫酸铈(IV)氧化下反应得到，该反应的另一产物为5-羟基-2-十五烷酮。